# 呂菲斯克省

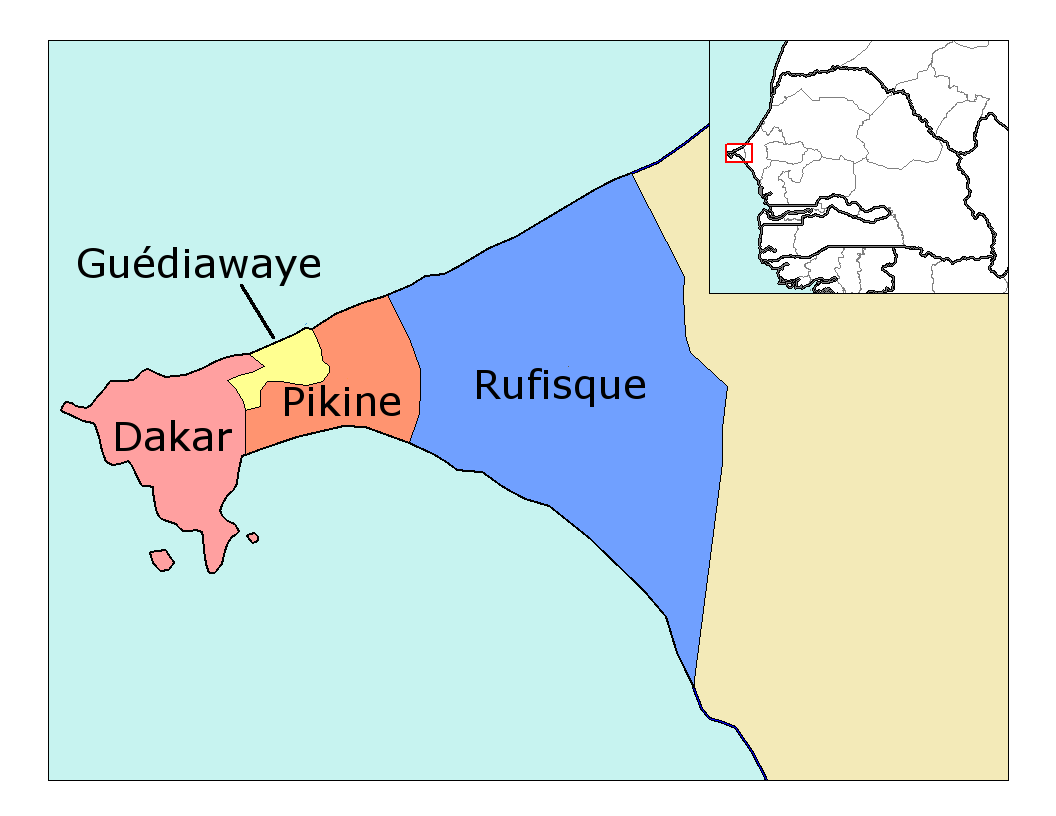

14°43′01″N 17°16′01″W / 14.717°N 17.267°W
呂菲斯克省（法語：Département de Rufisque），是塞內加爾的省份，位於該國西部，由達喀爾區負責管轄，首府設於呂菲斯克，西面是皮金省，面積372平方公里，2013年人口490,694，人口密度每平方公里1,300人。